# The Woodentops
The Woodentops är ett brittiskt indierockband som bildades 1983. Från debutalbumet Giant (1986) fick de en mindre hit med låten "Love Affair With Everyday Living", vilken som bäst nådde brittiska topplistans 72:a plats.

## Medlemmar
Nuvarande medlemmar
- Richard Ian "Rolo" McGinty – sång, gitarr
- Simon Mawby – gitarr
- Alice Thompson – keyboard
- Frank de Freitas – basgitarr
- Benny Staples – trummor

## Diskografi
Album
- 1986 – Giant
- 1986 – Well, Well, Well... The Unabridged Singles Collection
- 1987 – Hypno Beat Live
- 1988 – Wooden Foot Cops on the Highway
- 2003 – Bamboo: The Best Of The Woodentops
- 2007 – The BBC Sessions
- 2014 – Granular Tales

EP
- Woodentops Vs. Bang The Party (1991)

Singlar
- "Plenty" (1984) Food
- "Move Me" (1985)
- "Well Well Well" (1985) (#1 på UK Indie Chart)
- "It Will Come" (1985)
- "Good Thing" (1986)
- "(Love Affair With) Everyday Living" (1986) (#1 på UK Indie Chart)
- "Give It Time" (1987)
- "You Make Me Feel" (1988)
- "Stay Out of the Light" (1991)